# Kosgoro
Kosgoro is een bestuurslaag in het regentschap Musi Rawas van de provincie Zuid-Sumatra, Indonesië. Kosgoro telt 1762 inwoners (volkstelling 2010).